# Roldana angulifolia
Roldana angulifolia es una planta de la familia de las asteráceas, nativa de México.

## Descripción
Roldana angulifolia es un arbusto aromático de hasta 3 m de alto, con tallos estriados poco ramificados. Las hojas suborbiculares de nervación subpalmada, de unos 20 cm de largo y ancho (las superiores suelen ser reducidas), tienen 5 a 8 lóbulos en el margen, y peciolos de hasta 14 cm de largo. Son hirsuto-puberulentas en el haz y tomentulosas en el envés. La inflorescencia es una cima paniculada laxa o compacta, de escasas a numerosas cabezuelas de involucro campanulado, cada una con 5 a 7 flores liguladas y hasta 48 del disco, de color amarillo. El fruto es una pequeña cipsela claviforme, con un vilano de cerdas blancas. Florece en la estación seca (aprox. noviembre a marzo).

## Distribución y hábitat
Roldana angulifolia es una planta endémica de México. Se distribuye en bosques templados y semifríos, ocasionalmente en matorrales secundarios, desde la Sierra Madre Occidental, a lo largo del Eje Neovolcánico y la Sierra Madre del Sur, así como por la Sierra Madre de Chiapas. Se encuentra entre los 2500 y los 4000 metros sobre el nivel del mar, preferentemente en lugares húmedos y sombreados.

## Taxonomía
Roldana angulifolia fue descrita en 1974 por Harold E. Robinson y Robert D. Brettell, sobre un basónimo de Augustin Pyrame de Candolle, en Phytologia 27(6): 415.

### Etimología
Roldana: nombre genérico dado por Pablo de La Llave en honor a Eugenio Montaño y Roldán, un general insurgente de la Independencia de México.
angulifolia: epíteto latino que significa "de hojas anguladas".

### Sinonimia
- Cacalia berlandieri DC.
- Cineraria angulata Mair ex DC.
- Senecio angulifolius DC. [basónimo]
- Senecio angulifolius var. ingens Greenm.
- Senecio berlandieri (DC.) Sch.Bip.
- Senecio desertorum Hemsl.
- Senecio prainianus A.Berger[5]